# ロー・ラレン
ロー・ラレンは、SFテレビドラマ『スタートレック』シリーズに登場する架空の人物。ベイジョー人。担当俳優はミシェル・フォーブス、日本語吹替は藤木聖子。

## 概略
『新スタートレック』第5シーズン第3話「流浪のベイジョー星人」にて初登場。シリーズ終盤までセミレギュラーとして当人の性格がもたらす物語の展開と並行し、ベイジョー人の習俗を初めて紹介する役を担った。

## 劇中の役柄

### 新スタートレック
『新スタートレック』では、ベイジョー人がカーデシア連邦の占領から開放され、惑星連邦の助力を受ける頃にUSSエンタープライズD艦長のジャン＝リュック・ピカードと会う。軍法会議にかけられ降格した過去があり、感情を抑えない性格のためピカードや他のクルーと感情的にぶつかるものの、辛抱強く自分を見限らなかったピカードの人柄に魅力を感じ、宇宙艦隊に留まることを決意する。本来一時的な任務で転属してきたが、任務終了後もパイロット（少尉）としてエンタープライズに留まる。
それ以降も短気な性格のため艦のクルーとぶつかるが、次第に艦や仲間に溶け込み信頼を得るようになっていく。尊敬するピカードの勧めもあって、艦隊の特別訓練に参加し大尉に再昇進する。エンタープライズ全体が記憶喪失にさせられた時に、ライカー副長と恋に落ちる。
反カーデシア組織『マキ』を調査する任務で艦隊のスパイとして潜入するが、自身の過去ベイジョーをカーデシアに占領された経験が思い起こされ、マキに感情移入してしまい任務を完遂することなく宇宙艦隊を脱退し、マキのメンバーになる道を選ぶ。

### スタートレック:ピカード
『スタートレック:ピカード』シーズン3において、宇宙艦隊情報部員（中佐）として登場する。デイストローム研究所からの盗難事件に関し、ハンドラーとしてウォーフに潜入調査をさせる。U.S.S.イントレピッドに搭乗し、規則に違反してU.S.S.タイタンを危険にさらしたピカード大将を尋問する。実は宇宙艦隊内に浸透する可変種の存在を知って密かに調査してピカードにも警告し、彼の息子ジャックを守り宇宙艦隊から逃亡することを求める。可変種にシャトルに爆弾を仕掛けられ、逃亡せずにイントレピッドを足止めするため自身を犠牲にする。
脚本段階では生存しており、ギリギリでU.S.S.イントレピッドに転送脱出が成功してトゥヴォック(本物)らと共に囚われの身となるも、B型ヴォイジャーの艦長ハリー・キムに救助されるという構想があった。

### 経歴
- 宇宙艦隊士官学校卒業
- 命令不服従により軍法会議（有罪・服役）
- U.S.S.エンタープライズD 配属（少尉）
- 宇宙艦隊を離反（大尉）、マキに参加
- 再度の服役後、艦隊情報部に経験を買われ、宇宙艦隊へ復帰
- 2401年、ピカード等の尋問のため、U.S.S.タイタンへ派遣される（中佐）
- 可変種がシャトルに仕掛けた爆弾により死亡

## その他
演ずるフォーブスは、TNGの別のエピソードに別の役で出た時の演技が好評だったため、ローの役を得た。その後、制作側はロー・ラレンをDS9に“異動”するつもりだったが、フォーブスが「劇場映画作品に専念したい」という理由でテレビのレギュラー出演に難色をしめしたため、代わりにキラ・ネリス少佐というキャラクターが作られた。短気な性格が似ているのはそのためである。TNGのシーズン末期ではフォーブスの意向もあり、あまり出演していない。
なお、後年、『Wrath of the Prophets』という小説（正史ではない）でロー・ラレンとキラ・ネリスの「共演」が実現した。